# Žánrová literatura

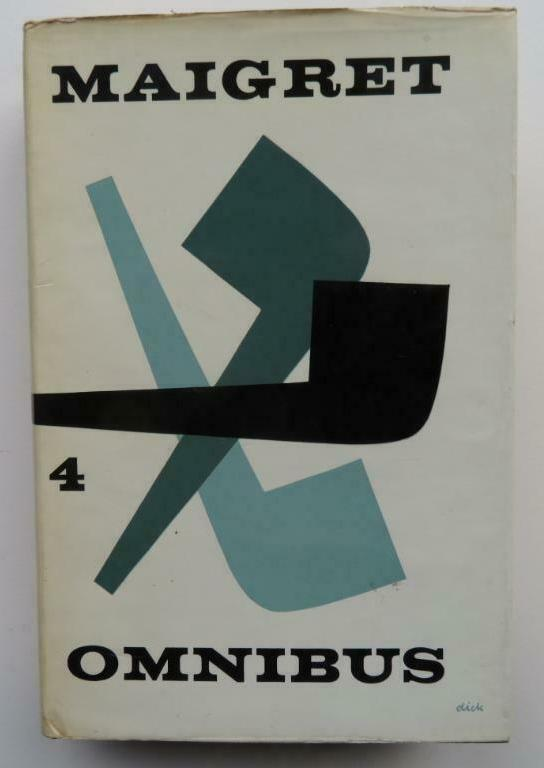
Detektivka George Simenona, nizozemské vydání

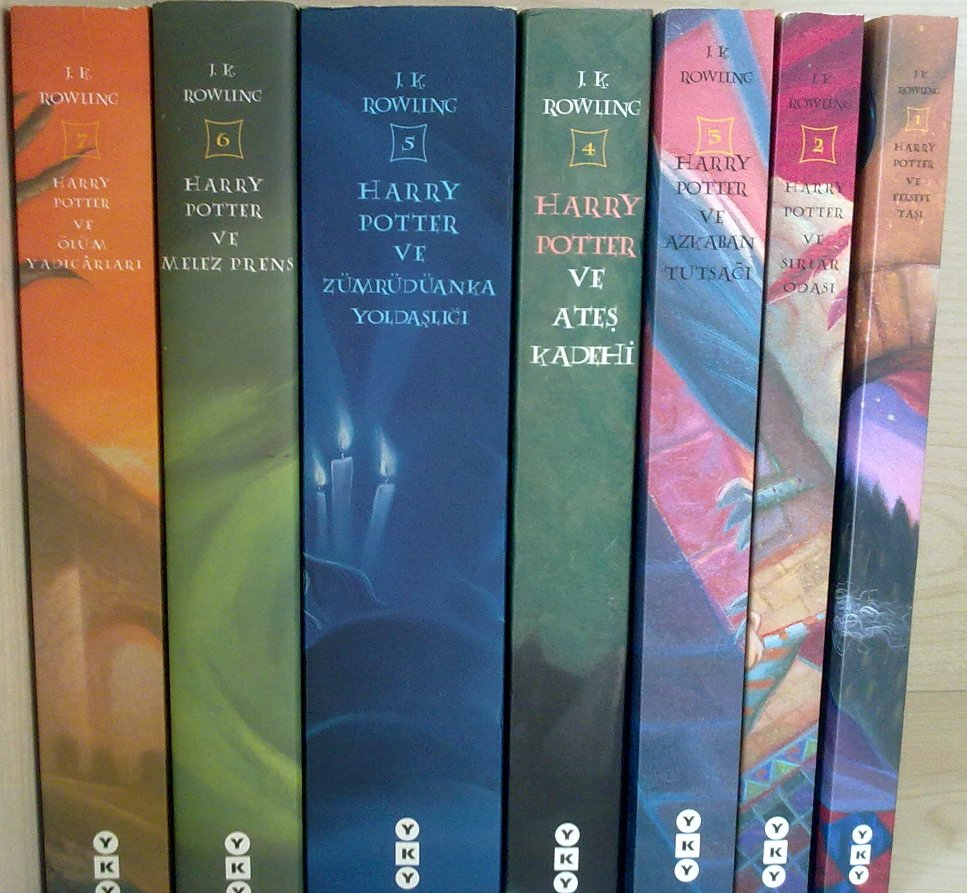
Knižní série o Harrym Potterovi v turečtině

Žánrová literatura je literatura, která neklade důraz na uměleckost vyjádření, autorskou autenticitu či originalitu formy, ale snaží se naopak dodržet pravidla některého z tradičních žánrů, a to povětšinou populárních (v tomto smyslu je synonymem populární literatury). Kolem žánru je často shromážděn sbor fanoušků, nezřídka organizovaný, nebo dokonce subkultura. Často existují vlastní oborová sdružení, která trvají na tom, že díla v žánru musejí být hodnocena podle specifických kritérií a také tato sdružení často udělují vlastní ceny. K hlavním větvím žánrové literatury patří především detektivka a krimi, literatura pro děti, sci-fi a fantasy, horor a thriller, humoristická literatura, western, dobrodružná literatura, červená knihovna, někdy je k žánrové literatuře počítán i komiks, který stojí na rozhraní výtvarného umění. Žánry se pak často štěpí na podžánry (jako gotický horor, noir, historická detektivka, dystopická sci-fi, superhrdinský komiks, právnický thriller, špionská nebo válečná dobrodružná literatura, literatura pro dospívající, parodie apod.) a fúzují (dětská fantasy, humoristická sci-fi apod.). Za okrajovější žánrovou literaturu lze označit i literární pornografii. Hraničním jevem je také literatura faktu a esejistika. Některé žánry se omezují jen na určité kulturní okruhy, například v anglosaském světě je populární tzv. motivační literatura, neboli "inspirational fiction" (např. Slepičí polévka pro duši). Je zcela pravidelným zjevem, že i díla vysoké literatury si postupy žánrové literatury vypůjčují a ozvláštňují je, v literární postmoderně se pak takový postup stal takřka programovým - Jméno růže Umberta Eca tak bylo například napsáno jako detektivka. Není neobvyklé, že některá díla, která jsou zpočátku vnímána jen jako žánrová, jsou do vysoké literatury dodatečně "vyzvednuta" kritickou reflexí (např. Haškovy Osudy dobrého vojáka Švejka za světové války nebo Rabelaisův Gargantua a Pantagruel). Nejasná hranice mezi žánrovou literaturou a tzv. vysokou či uměleckou literaturou také často bývá na počátku žánrů, při jejich ustavování - tak kupříkladu román Jane Austenové Pýcha a předsudek bývá označován za zakladatelské dílo červené knihovny ("romance fiction"), ale zároveň za významné dílo umělecké. Podobné je to ve sci-fi u Julese Verna, ve fantasy u J. R. R. Tolkiena, v dobrodružné literatuře u Daniela Defoa (Robinson Crusoe) nebo v dětské literatuře u Hanse Christiana Andersena. Zvláštním případem je kupříkladu Cervantesův Don Quijot, který vznikl jako parodie jednoho z dobových žánrů, rytířských románů, ale žánr mezitím zanikl, povědomí o něm se ztratilo, a Don Quijot začal být vnímán jako svébytné umělecké dílo. Známé literární ceny jako Nobelova cena za literaturu nebo Man Bookerova cena jsou nezřídka kritizovány za to, že žánrovou literaturu ignorují a podceňují, ačkoli čas ji často docení jako hlavní díla epochy. Žánrová literatura se často vyvíjí ve značné součinnosti s filmem, film a televize jí zcela pravidelně využívají a její figury někdy proslaví tak, že sláva filmového zpracování zastíní původní literární dílo (James Bond, Superman, Harry Potter, Hercule Poirot apod.). Existuje ale i opačný postup, že populární díla původně vizuální se po jejich úspěchu upravují i do podoby žánrové literatury. V rozvinutém zábavním průmyslu pak žánrová literatura tvoří jednu divizi celého bloku uměleckých praktik, kde se motiv či postava využívá (princip frančízy), v takovém bloku nechybí většinou ani počítačové hry, animovaný film, sběratelské předměty, značková móda apod. Žánrová literatura v součinnosti s žánrovým filmem a zábavním průmyslem má i své vlastní festivaly, k nejznámějším patří americký Comic-con v San Diegu. Žánrová literatura je předmětem poměrně značného zájmu literární vědy, lingvistiky a kulturologie, v anglosaském světě se hovoří dokonce o svébytné větvi "genre studies". Jako u jiných žánrů, žánrová literatura je často parodována. Ke klasikům patří v detektivce Arthur Conan Doyle (Sherlock Holmes), Agatha Christie či George Simenon (komisař Maigret), v literatuře pro děti Astrid Lindgrenová (Děti z Bullerbynu, Pipi Dlouhá punčocha), Lewis Carroll (Alenka v říši divů) nebo Antoina de Saint-Exupéry (Malý princ), ve sci-fi Jules Verne, H. G. Wells, Arthur C. Clarke, v dobrodružné literatuře Robert Louis Stevenson nebo Herman Melville, ve fantasy C. S. Lewis a J. R. R. Tolkien, v hororu a thrilleru Bram Stoker nebo Stephen King, v komiksu Stan Lee, v humoristické literatuře Oscar Wilde nebo Jerome K. Jerome. Své klasiky mají i jednotlivé podžánry - dětská fantasy J. K. Rowlingovou, špionská dobrodružná literatura Iana Fleminga či Johna le Carré, humoristická sci-fi Douglase Adamse (Stopařův průvodce po Galaxii) a Terryho Pratchetta (Zeměplocha), noirová detektivka Raymonda Chandlera nebo Jo Nesboa (tzv. scandinoir), dystopický komiks Alana Moora (V jako Vendeta) atp.

## Žánrová literatura v Česku

### Dětská literatura
Literatura pro děti a mládež má v české literatuře značnou tradici. Věnovali a věnují se jí i slavní spisovatelé jako Karel Čapek (Devatero pohádek, Dášeňka), Božena Němcová (Národní báchorky a pověsti), Karel Jaromír Erben (České pohádky), Josef Čapek (Povídání o pejskovi a kočičce), František Langer (Bratrstvo Bílého klíče), Vladislav Vančura (Kubula a Kuba Kubikula), Jindřich Šimon Baar (Hanýžka a Martínek), Jan Drda (Hrátky s čertem), Marie Majerová (Robinsonka), Karel Poláček (Edudant a Francimor). Poezii pro děti se věnoval Josef Václav Sládek nebo Jiří Žáček. Výtvarník Jiří Trnka se proslavil dětskou knihou Zahrada, výtvarník Josef Lada vytvořil dětem knihy Kocour Mikeš, O chytré kmotře lišce a Bubáci a hastrmani. Vlastní výtvarnou podobu dal svému Ferdovi mravencovi i Ondřej Sekora (Ferda v mraveništi, Ferda v cizích službách, Trampoty brouka Pytlíka, Malířské kousky brouka Pytlíka, Uprchlík na ptačím stromě a pro nejmenší Polámal se mraveneček). Václav Čtvrtek se proslavil pohádkami (Rumcajs, O makové panence, Pohádky z mechu a kapradí). Také filmový a divadelní scenárista Zdeněk Svěrák významnou část svého díla věnoval dětem (Radovanovy radovánky). František Běhounek ve svém nejslavnějším románu pro mládež Trosečníci na kře ledové čerpal ze svých osobních zkušeností při ztroskotání vzducholodi Italia. Alberto Vojtěch Frič napsal řadu dobrodružných románů pro děti z prostředí jihoamerických indiánů na základě zkušeností ze svých cest. V Běhounkových a Fričových stopách šel především Otakar Batlička (Na vlnách odvahy a dobrodružství), František Flos (Lovci kožišin) či Jiří Baum (Dobrodružná cesta malého černocha). S jiným typem románu, ovlivněným skautingem, přišel Jaroslav Foglar (Hoši od Bobří řeky). Největšího úspěchu ovšem dosáhl, když zasadil osudy chlapeckých skupin do městského prostředí (trilogie o Rychlých šípech: Záhada hlavolamu, Stínadla se bouří, Tajemství Velkého Vonta). Eduard Štorch umístil svá dobrodružství především do pravěku či raného starověku (Lovci mamutů, Bronzový poklad, U Veliké řeky, Minehava, Zlomený meč). Bohumil Říha získal jako jediný Čech Medaili Hanse Christiana Andersena (Honzíkova cesta). Jan Karafiát proslul svými Broučky, F. Háj (umělecký pseudonym Marie Wagnerové) Školákem Kájou Maříkem, Josef Věromír Pleva Malým Bobešem, Vojtěch Steklač především Boříkem (Boříkovy lapálie ad.), Miloslav Švandrlík svým cyklem Neuvěřitelné příhody žáků Kopyta a Mňouka, Rudolf Těsnohlídek Liškou Bystrouškou, Rudolf Čechura Maxipsem Fíkem, Miloš Macourek Machem a Šebestovou, Ota Hofman Panem Tau, Pavel Šrut svými Lichožrouty, Marie Kubátová postavou Krakonošova oponenta Trautenberka. Arnošt Goldflam přišel se žánrem hororu pro děti (Standa a dům hrůzy). Osobitým autorem pro děti byl také František Nepil. Nelehkému žánru románů pro dospívající dívky se věnoval například Stanislav Rudolf (Metráček, Kopretiny pro zámeckou paní) či manželé Adlovi. Autorem vynikající knihy Divoké prázdniny s ilustracemi Dagmar Berkové byl Jan Procházka. Mládeži byly určeny i knihy o přírodě Jaromíra Tomečka s půvabnými ilustracemi Mirko Hanáka (Lovy beze zbraní, Vuí se směje, Stříbrný lipan, Smaragdové stopy). Především převypravování bájí, pověstí, písní a pohádek z celého světa se věnoval Vladimír Hulpach (Co vyprávěl kalumet: pohádky severoamerických indiánů, Kouzelné šípy, Pohádkové vandrování, Nebeské a pekelné pohádky). Z těžkého vězení ve Valdicích psal Ivan Martin Jirous křehké básně svým malým dcerám (Magor dětem).

### Humoristická literatura
Humor je pevnou součástí hlavního proudu české literatury. Téměř úplně humoristickým je dílo Jaroslava Haška. K humoristům lze ale počítat i Karla Havlíčka Borovského s jeho satirami (Král Lávra), Svatopluka Čecha s jeho panem Broučkem, Karla Poláčka (Muži v ofsajdu, Hostinec u Kamenného stolu, Bylo nás pět), Eduarda Basse (Klapzubova jedenáctka) či Josefa Škvoreckého (Tankový prapor). Někteří autoři se na humoristický žánr vyloženě specializovali. K takovým patří především Zdeněk Jirotka, který stvořil dokonalý humoristický bestseller nazvaný Saturnin. Průkopníkem humoristické literatury u nás je také Ignát Herrmann. Jeho nejslavnějším humoristickým dílem je Otec Kondelík a ženich Vejvara. Klasikem české humoristické prózy je také Miloslav Švandrlík, především díky svému románu Černí baroni (a jeho četným pokračováním). V podobném duchu jsou napsány i prózy Vladimíra Škutiny (Prezidentův vězeň). Ještě za socialismu režim podrobili tvrdé satiře Karel Michal (zejm. Bubáci pro všední den, z nichž jedna povídka – Bílá paní – byla slavně zfilmována) či Milan Pávek svými Simulanty. Jiří Brdečka byl především mistrem parodie. Tu westernovou představil v románu Limonádový Joe. Literární parodie byly předmětem zájmu také Václava Laciny (Čtení o psaní). Unikátním českým humoristickým fenoménem, především divadelním, je Jára Cimrman. Jeho otci jsou Zdeněk Svěrák, Ladislav Smoljak a Jiří Šebánek. Také další slavný představitel éry malých divadel 60. let Jiří Suchý pravidelně škádlil literární múzu, stejně jako jeho blízký spolupracovník, herec Miroslav Horníček (Dobře utajené housle, Pětatřicet skvělých průvanů). Oba v tomto následovaly svého učitele Jana Wericha, který se rovněž projevoval čas od času literárně (Fimfárum). Z prostředí Suchého divadla Semafor vzešel ještě jeden literární fenomén – groteskní povídky, které psal Miloslav Šimek nejprve s Jiřím Grossmannem, posléze s Jiřím Krampolem. Také semaforský zpěvák Josef Fousek byl literárně činný (Fouskoviny). Semaforem prošel i František Ringo Čech, z jeho literárních počinů zaujal především Ruský týden, sžíravý pohled na poměry v Sovětském svazu 80. let, či jeho provokativní pohled na rozdíly mezi muži a ženami (Češi a jejich samičky). Z okruhu malých scén, v tomto případě z týmu Ivana Vyskočila, přišli do literatury i Jiří Robert Pick a Pavel Bošek (Erotikhon, Borokosy). A také Ivan Kraus, který se pohyboval v prostředí loutkářském. Jeho texty většinou ironicky ztvárňují rodinný život (To na tobě doschne, Má rodina a jiná zemětřesení). Halina Pawlowská proslula především svým ironickým pohledem na ženský osud (Zoufalé ženy dělají zoufalé věci). Její předchůdkyní v tom byla Fan Vavřincová (Eva tropí hlouposti). Z prostředí studentského čerpal humor Jaroslav Žák (Študáci a kantoři), stejně jako později Ladislav Pecháček (Amatéři), z vodáckého pak Zdeněk Šmíd (Proč bychom se netopili). Jako velká humoristická naděje vlétl do české literatury v 70. letech 20. století Miroslav Skála (Svatební cesta do Jiljí, Cesta kolem mé hlavy za 40 dnů, Uvěřitelné příběhy Doktora Papula). Zvláštním humoristickým fenoménem byla tzv. krhútská mytologie, kterou rozvíjeli především T. R. Field a Ervín Hrych. Mistrem aforismu byl Gabriel Laub. Humoristický fejeton rozvíjel Rudolf Křesťan.

### Detektivka
Detektivním a kriminálním příběhům se ze "seriózních" autorů věnovali Karel Čapek ve svých Povídkách z jedné a druhé kapsy nebo Josef Škvorecký (cyklus s poručíkem Borůvkou). Klasikem české detektivky je Emil Vachek, který stvořil detektiva Klubíčka. K velké trojce české detektivky jistě patří také Eduard Fiker se svým majorem Kalašem. Třetím autorem, kterému se podařilo stvořit legendárního českého detektiva, byl Václav Erben s jeho kapitánem Exnerem. Tuto skupinu autorů doplňuje Jiří Marek, který sice nevsadil na klasické detektivní postupy a jeho prvorepublikové příběhy s radou Vacátkem plní i funkci humoresek. Žánr psychologické detektivky reprezentovala zejména Hana Prošková, její texty ve většině případů spojují amatérský detektiv a znalec lidské povahy malíř Horác a kriminalista Vašátko. Jaroslav Velinský, v trampských a folkových kruzích známý jako Kapitán Kid, se snažil proniknout do mnoha okrajových literárních žánrů, v tom detektivním se mu to zdařilo za pomoci „bezděčného detektiva“ Oty Finka, "českého Phila Marlowa". Rozruch do žánru vnesl na konci 80. let 20. století Pavel Frýbort svým Vekslákem, který otevíral i nová, dosud tabuizovaná témata. Vlastimil Vondruška se stal po roce 1989 tvůrcem oblíbeného žánru detektivky historické.

### Sci-fi a fantasy
Klasikem žánru sci-fi, a to nejen v rámci české literatury, je Karel Čapek (R.U.R., Krakatit, Válka s mloky). Z autorů, kteří se sci-fi věnovali okrajově, se jí nejoriginálněji a nejrozsáhleji ujal Vladimír Páral. Do žánru spadají čtyři jeho romány (Pokušení A-ZZ, Romeo a Julie 2300, Válka s mnohozvířetem, Země žen). Za zakladatele české sci-fi bývá označován Jakub Arbes. A to především díky svému romanetu Newtonův mozek z roku 1877, ve kterém se objevuje klasický sci-fi prostředek - stroj času. Byť sestrojený ve snu. Ke sci-fi bývá řazen také pozdní Arbesův text Poslední dnové lidstva (1895). Ke klasikům české sci-fi patří též Josef Nesvadba. Vydal několik souborů vědeckofantastických povídek (Einsteinův mozek, Výprava opačným směrem, Poslední cesty kapitána Nema, Tři dobrodružství, Minehava podruhé) a jeden sci-fi román Bludy Erika N. Asi nejslavnějším je soubor Einsteinův mozek. Ludvík Souček přispěl do pokladnice české vědeckofantastické literatury třídílnou Cestou slepých ptáků, nebo Blázny z Hepteridy. Zásadní postavení v dějinách žánru v českých zemích má také Ondřej Neff. Ten zvolil pro své prózy, dle zahraniční módy, systém rozsáhlých sérií (Pán modrého meče, Arkádie, Milénium). K nejoceňovanějším ovšem patří jeho román Tma. Sci-fi pro děti reprezentoval zvláště J. M. Troska (vl. jménem Jan Matzal), který si hlavního hrdinu své nejslavnější trilogie, Kapitána Nema, vypůjčil od Verna a nechal ho objevit zbytky bájné Atlantidy a vytvořit podzemní říši, kde vládne armádě svých robotů. Po listopadu 1989 se začala podle zahraničního vzoru rozvíjet i fantasy. Často využívá prvky extrémního násilí: Jiří Kulhánek (Vládci strachu, Cesta krve, Divocí a zlí, Noční klub), Petra Neomillnerová (Dítě Skály), Miroslav Žamboch (série Koniáš) aj.